# Mick Garris
Michael Alan "Mick" Garris (Santa Monica, Califòrnia, 4 de desembre de 1951) és un director, guionista i productor estatunidenc. És conegut per les seves adaptacions al cinema de novel·les de Stephen King i per ser el creador de la sèrie de televisió Masters of Horror.

## Biografia
Ha realitzat entre d'altres Psicosi 4 (1990) per la televisió, així com diverses adaptacions de Stephen King. Va realitzar així The Stand, una minisèrie de sis episodis (difosos sobre ABC l'any 1994), una de obres més llargues i complexes de l'escriptor.
El 1997, realitza la versió televisada de Shining, versió que s'apropa més de la visió de Stephen King (en comparació del film realitzat per Stanley Kubrick el 1980), igualment guionista i productor d'aquest projecte. Va ser el iniciador de la sèrie televisada Masters of Horror, estrenada l'any 2005.
El 13 de maig de 1982 es va casar amb l'actriu Cynthia Garris que va actuar en diverses de les seves produccions.

## Filmografia
Les seves pel·lícules més destacades són:
- Critters 2 (Critters 2: The Main Course) (1988)
- Psycho IV: The Beginning (1990)
- Somnàmbuls (Sleepwalkers) (1992)
- The Stand (1994) (minisèrie)
- The Shining (1997) (minisèrie)
- Riding the Bullet (2004)
- Masters of Horror - "Sensacions extremes" (2005)
- Masters of Horror - "Valerie en l'escala" (2006)
- Desperation (2006)

### Com a escriptor
- Critters 2: The Main Course (1988)
- The Fly II (1989)
- Riding the Bullet (2004)
- Masters of Horror - "El Conte de Haeckel" (2005)